# Лаврентьєвка (Курманаєвський район)
Лавре́нтьєвка (рос. Лаврентьевка) — село у складі Курманаєвського району Оренбурзької області, Росія.

## Населення
Населення — 489 осіб (2010; 582 у 2002).
Національний склад (станом на 2002 рік):
- росіяни — 91 %